# 多梅夫尔苏蒙福尔
多梅夫尔苏蒙福尔（法語：Domèvre-sous-Montfort，法語發音：[dɔmɛvʁ su mɔ̃fɔʁ] ⓘ）是法国大東部大區孚日省的一个市镇，属于讷沙托区。

## 地理
多梅夫尔苏蒙福尔（48°15'1"N, 6°4'3"E）面积3.28 平方千米，位于法国大東部大區孚日省，该省份为法国东北部内陆省份，北起默兹省和默尔特-摩泽尔省，西接上马恩省，南至上索恩省和贝尔福地区省，东临上莱茵省和下莱茵省。
与多梅夫尔苏蒙福尔接壤的市镇（或旧市镇、城区）包括：马坦库尔、米尔库、雷米库尔、勒蒙库尔、罗兹罗特、巴祖瓦耶和梅尼勒、埃特雷讷。

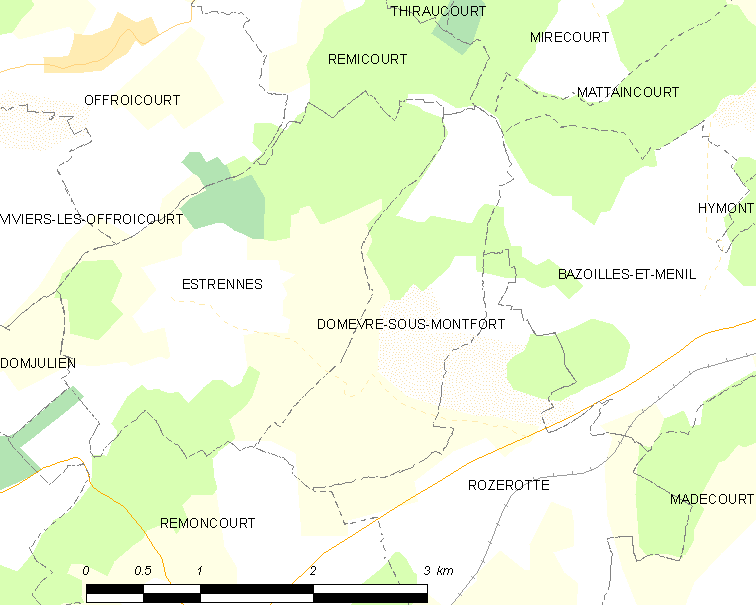
多梅夫尔苏蒙福尔的OSM定位图

多梅夫尔苏蒙福尔的时区为UTC+01:00、UTC+02:00（夏令时）。

## 行政
多梅夫尔苏蒙福尔的邮政编码为88500，INSEE市镇编码为88144。

## 政治
多梅夫尔苏蒙福尔所属的省级选区为维泰勒县。

## 人口

1962-2008年间多梅夫尔苏蒙福尔人口变化图示

多梅夫尔苏蒙福尔于2022年1月1日时的人口数量为61人。